# Жашковичи
Жа́шковичи (укр. Жашковичі) — село в Павловской сельской общине Владимирского района Волынской области Украины.
До 2020 года входило в Иваничевский район.
Код КОАТУУ — 0721181401. Население по переписи 2001 года составляет 580 человек. Почтовый индекс — 45331. Телефонный код — 3372. Занимает площадь 12,1 км².